# Neoscona subfusca
Neoscona subfusca là một loài nhện trong họ Araneidae.
Loài này thuộc chi Neoscona. Neoscona subfusca được Carl Ludwig Koch miêu tả năm 1837.